# Suwalski Park Krajobrazowy
Der Landschaftsschutzpark Suwalken (polnisch Suwalski Park Krajobrazowy) ist ein Naturschutzgebiet der Kategorie Landschaftsschutzpark in der Woiwodschaft Podlachien, Polen.
Namensgebend für das Schutzgebiet ist die Stadt Suwałki, der Sitz des Powiats und einer gleichnamigen Landgemeinde. Der Park liegt im äußersten Nordosten Polens im Powiat Suwalski auf dem Gebiet der Gemeinden Jeleniewo, Przerośl, Rutka-Tartak und Wiżajny. Die Verwaltung des Landschaftsschutzparks befindet sich in Turtul im Schulzenamt Malesowizna der Landgemeinde Jeleniewo.
Das Schutzgebiet wurde am 12. Januar 1976 gegründet und hat heute eine Fläche von 63,38 km² und eine Pufferzone von 86,17 km². Der Park umfasst zu 24 % Wald, 60 % Ackerland, 10 % Wasserflächen, 4 % Moorgebiete und 2 % Verkehrswege und Gebäude. Im Park liegen vier Naturreservate. (Stand 2018)
Das Schutzgebiet wird vom 142 Kilometer langen Fluss Czarna Hańcza, die in den Memel mündet, durchzogen. Die 297 Kilometer lange Szeszupa hat ihre Quelle im Landschaftsschutzpark. Der See Hańcza ist mit einer Tiefe von circa 108 Metern der tiefste See Polens. Im Landschaftsschutzpark befinden sich 25 Seen.
Der 256 Meter hohe Góra Cisowa ((Lage)) wird wegen seiner charakteristischer Form auch als “Suwalska Fudżijama” bezeichnet. Er wird auch auf dem Logo des Parks dargestellt und ist ein Aussichtspunkt, von dem man fast das gesamte Gebiet des Parks überblicken kann.

## Naturreservate
| Name                                   | Fläche (Hektar) | Einrichtung (Jahr) | Lage   | Bild                        |
| -------------------------------------- | --------------- | ------------------ | ------ | --------------------------- |
| Jezioro Hańcza                         | 304             | 1963               | (Lage) | Jezioro Hańcza              |
| Głazowisko Bachanowo nad Czarną Hańczą | 0,98            | 1972               | (Lage) | Findlinge im Bachanowo      |
| Głazowisko Łopuchowskie                | 15,88           | 1988               | (Lage) | Naturreservat Łopuchowo     |
| Rutka                                  | 49,06           | 2001               | (Lage) | Findlinge im Reservat Rutka |

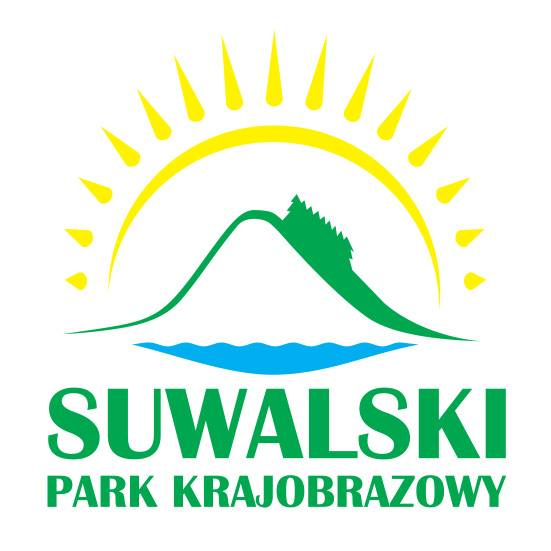
Logo des Landschaftsschutzparks
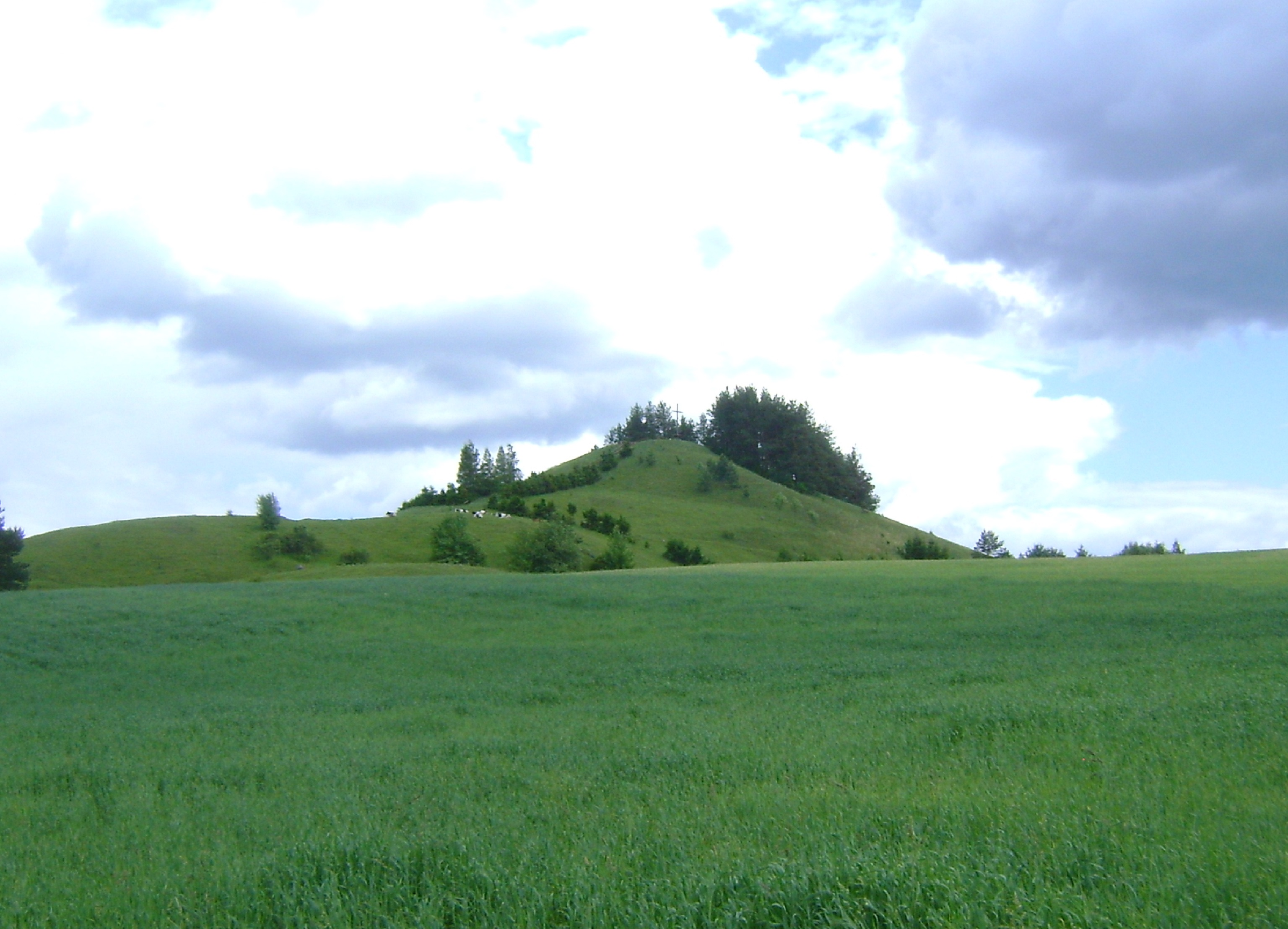
Góra Cisowa
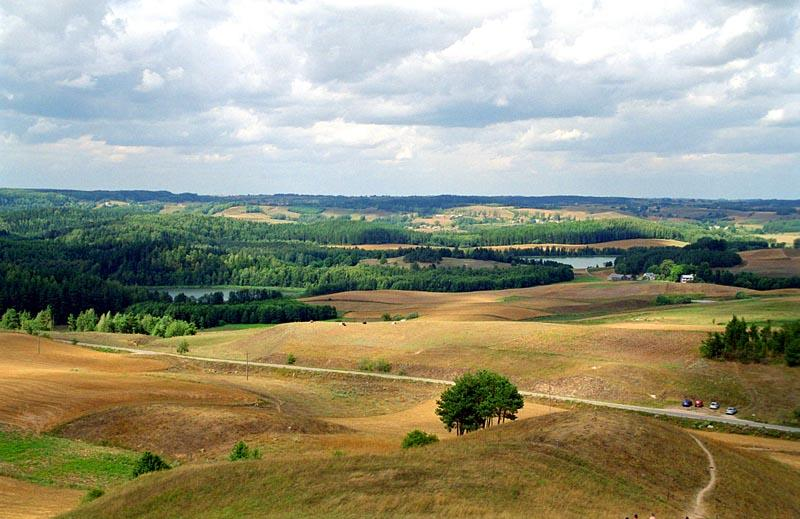
Blick vom Góra Cisowa
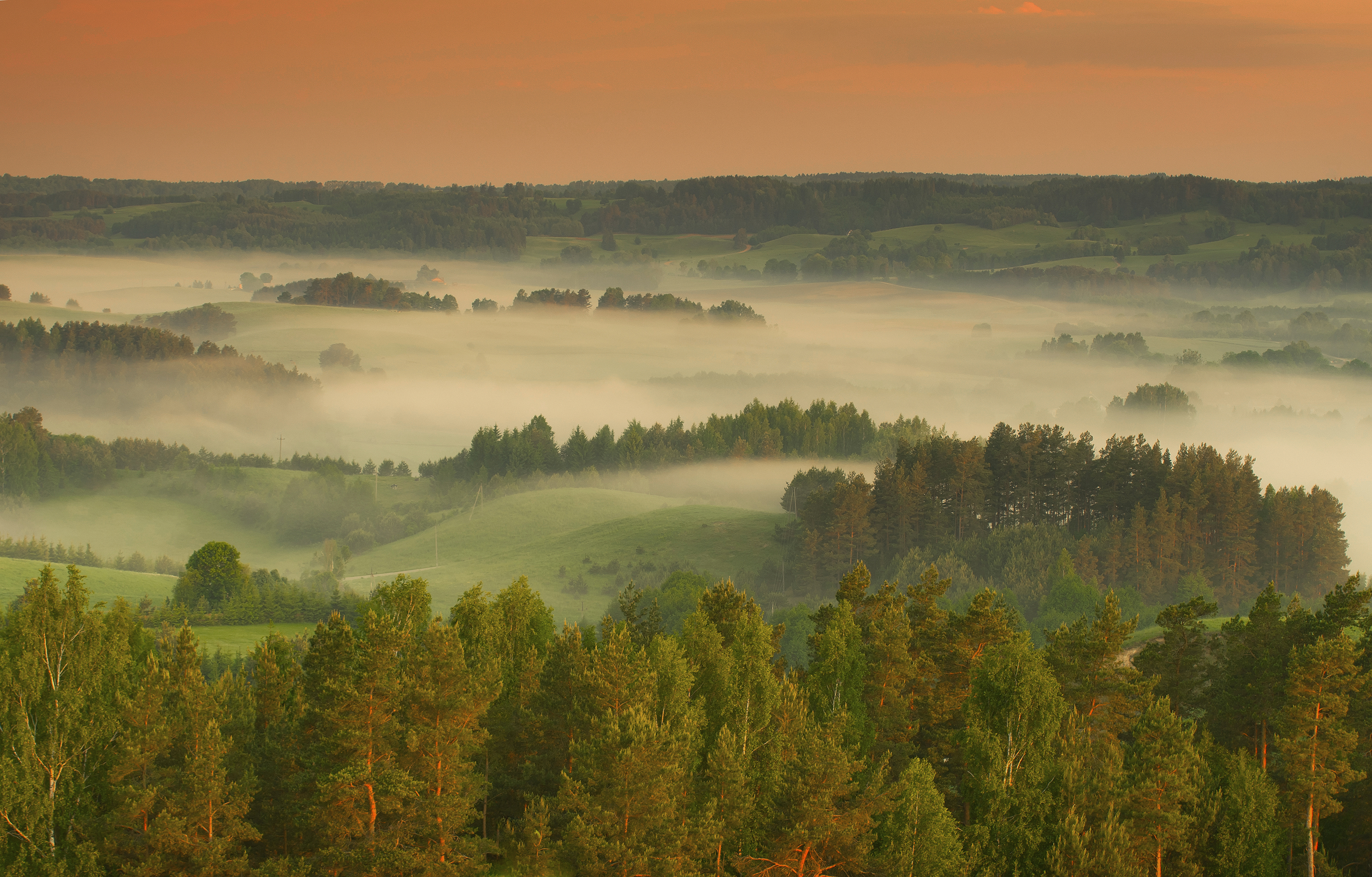
Abendstimmung